# 无体腔动物
无体腔动物是指体壁与消化管之间没有体腔而充满中胚层间质的动物。包括扁形动物门和纽形动物门，是最原始的两侧对称动物。 